# Diego Mariño Villar
Diego Mariño Villar, (nascut a Vigo el 9 de maig de 1990), és un futbolista gallec que juga com a porter a l'Albacete Balompié.

## Trajectòria esportiva
Va començar a jugar a futbol des de molt petit en els equips regionals gallecs com l'escola del Rápido de Bouzas, Sárdoma o Areosa, en aquest últim va ser on en edat cadet va començar a destacar sota la porteria. El 2004, els tècnics del Vila-real C.F. es van desplaçar fins Areosa per realitzar-li una prova i un mes més tard Diego Mariño ja estava a Vila-real. Actualment, i després d'haver passat pel Vila-real C, milita al Vila-real B que juga a la Segona Divisió espanyola.
 ha estat internacional amb totes les categories inferiors de la selecció nacional, l'accés al segon equip groc pot anar equiparat amb una ampliació de contracte, ja que Diego Mariño acaba la seva vinculació al juny del 2011 i tot apunta que tindrà un nou contracte amb el club de la plana.

### Valladolid
L'estiu del 2013 va fitxar pel Reial Valladolid, el Vila-real, però es va reservar una opció de compra.
El 8 d'agost de 2014, Mariño va anar al Llevant UE cedit per la temporada 2014-15.

## Selecció estatal
Diego Mariño ha estat convocat per la selecció espanyola sub-21. El juny de 2011 formà part de la selecció espanyola de futbol Sub-21 que va guanyar el Campionat d'Europa de futbol sub-21 de 2011, celebrat a Dinamarca.
El juliol del 2012 va ser convocat per la selecció espanyola de futbol per representar Espanya als Jocs Olímpics de Londres 2012, una competició en què el combinat espanyol va caure eliminat en la primera lligueta.
Va formar part de l'equip sub-21 espanyol que va guanyar el Campionat d'Europa sub-21 el 2013 celebrat a Israel.

## Palmarès
- 2 Eurocopes Sub-21: 2011,[11] 2013[10]
- Internacional Selecció Espanyola Sub - 16, Sub - 17, Sub - 19, Sub - 20, Sub - 21
- Subcampió del món Sub - 17 (Selecció espanyola) el 2007
- Campió d'Europa Sub - 17 (Selecció espanyola) el 2007